# John Fleck
John Fleck (ur. 24 sierpnia 1991 w Glasgow, Szkocja) – szkocki piłkarz występujący w drużynie Sheffield United.

## Kariera klubowa
Fleck jest wychowankiem Rangers. Zadebiutował w meczach towarzyskich na obozie przygotowawczym w 2007 r. w wieku 15 lat, będąc najmłodszym od czasu Dereka Fergusona piłkarzem Rangers. W drugim meczu zdobył bramkę dającą zwycięstwo drużynie z Glasgow. 25 sierpnia 2007 r., dzień po swoich 16 urodzinach Fleck zadebiutował w meczu o punkty. 23 sierpnia 2008 r. zagrał w spotkaniu Pucharu Szkocji. Premierowy debiut w lidze przypadł na ostatnie spotkanie w sezonie z Aberdeen. Dwa dni później John zagrał w finałowym meczu o Puchar Szkocji, stając się najmłodszym uczestnikiem finału pucharu na Wyspach Brytyjskich.
W styczniu 2009 r. The Times umieścił Flecka na liście 50 wschodzących gwiazd futbolu. John zajął 7. miejsce.
Pierwsza bramka Flecka w ligowym spotkaniu padła 31 stycznia 2009 r. na Ibrox Park w meczu z Dundee United, po skutecznie wykonanym rzucie karnym. Fleck został uznany Piłkarzem Meczu.

## Sukcesy
Rangers
- Puchar Szkocji (1): 2008